# 特雷塞韋角
特雷塞韋角（英語：Trethewry Point）是南極洲的海岬，位於麥克羅伯特森地，處於威廉斯科斯比灣以東7公里，海拔高度120米，在1936年2月由英國探險隊發現和命名，現時由南極條約體系管理。